# James Comey
James Brien “Jim” Comey, Jr. (14 de dezembro de 1960) é um advogado estadunidense que serviu como o sétimo diretor do Federal Bureau of Investigation (FBI) de 4 de setembro de 2013 até sua demissão em 9 de maio de 2017 pelo presidente Donald Trump.

## Biografia
Comey foi procurador dos Estados Unidos para o distrito Sul de Nova Iorque, a partir de janeiro de 2002 a dezembro de 2003, e, posteriormente, o Procurador-Geral Adjunto dos Estados Unidos de dezembro de 2003 a agosto de 2005. Como Procurador-Geral Adjunto, Comey foi o segundo mais alto funcionário do Departamento de Justiça dos Estados Unidos (DOJ).
Em agosto de 2005, Comey deixou o DOJ e tornou-se chefe do departamento jurídico e vice-presidente da Lockheed Martin, sediada em Bethesda, Maryland. Em 2010, tornou-se chefe do departamento jurídico da Bridgewater Associates, localizada em Westport, Connecticut. No início de 2013, ele deixou a Bridgewater para se tornar um Pesquisador Sênior e recipiente da bolsa de pesquisa Hertog para Direito de Segurança Nacional, na Escola de Direito de Columbia, em Nova Iorque. Serviu no Conselho de Administração da HSBC Holdings até julho de 2013.
Em setembro de 2013, Comey foi nomeado Diretor do FBI pelo então presidente Barack Obama.
Em 9 de maio de 2017, foi demitido pelo presidente Donald Trump, que citou recomendações do procurador-geral Jeff Sessions e do vice-procurador-geral, Rod J. Rosenstein. O memorando de Rosenstein à Sessions, explanando a recomendação, fez objeções à conduta de Comey com respeito à investigação sobre os emails de Hillary Clinton.

## Juventude
Comey nasceu em Yonkers, Nova York, filho de Joan Marie Comey e J. Brien Comey. O seu avô, William J. Comey, foi oficial e posteriormente comissário do Departamento de Polícia de Yonkers. A sua família mudou-se para Allendale, New Jersey no início dos anos de 1970. O seu pai trabalhava com imóveis corporativos e a sua mãe era consultora de computadores e dona de casa. Comey é de ascendência irlandesa. Ele frequentou a Northern Highlands Regional High School em Allendale. Em 1977, ele e seu irmão foram vítimas de uma invasão domiciliar por um criminoso chamado "The Ramsey Rapist". Comey formou-se com louvor no College of William and Mary em 1982, com especialização em química e religião. Na sua tese de final de curso, Comey analisou o teólogo Reinhold Niebuhr e o televangelista Jerry Falwell, enfatizando a sua crença comum na ação pública. Ele recebeu o seu Juris Doctor (JD) na University of Chicago Law School em 1985.

## Inicio da carreira (1985-1993)
Depois da faculdade de direito, Comey foi secretário de direito do juiz distrital dos Estados Unidos John M. Walker Jr. em Manhattan. Então, ele era um associado da Gibson, Dunn & Crutcher no seu escritório em Nova York. Ele ingressou no Gabinete do Procurador dos Estados Unidos para o Distrito Sul de Nova York, onde trabalhou de 1987 a 1993. Enquanto esteve lá, ele foi Vice-Chefe da Divisão Criminal e ajudou a processar a família criminosa Gambino.

## Administração Clinton (1996-2001)

### Procurador-Geral Assistente
De 1996 a 2001, Comey foi Procurador-Geral Assistente dos Estados Unidos encarregado da Divisão de Richmond do procurador dos Estados Unidos para o Distrito Leste da Virgínia. Em 1996, Comey atuou como conselheiro especial adjunto do Comitê Whitewater do Senado. Ele também foi o promotor principal no caso sobre o atentado às Torres Khobar em 1996 na Arábia Saudita. Enquanto em Richmond, Comey foi professor adjunto de direito na University of Richmond School of Law.

## Considerações para a Suprema Corte dos Estados Unidos
O Politico informou em maio de 2009 que funcionários da Casa Branca pressionaram pela inclusão de Comey na pequena lista de nomes para substituir o juiz David Souter na Suprema Corte dos Estados Unidos. Politico posteriormente relatou que ativistas liberais estavam chateados com a possibilidade do nome de Comey ser incluído. John Brittain, do Comitê de Advogados para Direitos Civis sob a Lei , declarou: "[Comey] entrou com os Bushies. O que o faz pensar que ele estaria apenas uma ou duas polegadas a mais do centro do que [John] Roberts ? Eu fique muito desapontado".
Em 2013, Comey foi signatário de uma petição amicus curiae submetida à Suprema Corte em apoio ao casamento entre pessoas do mesmo sexo durante o caso Hollingsworth v. Perry.

## Diretor do FBI

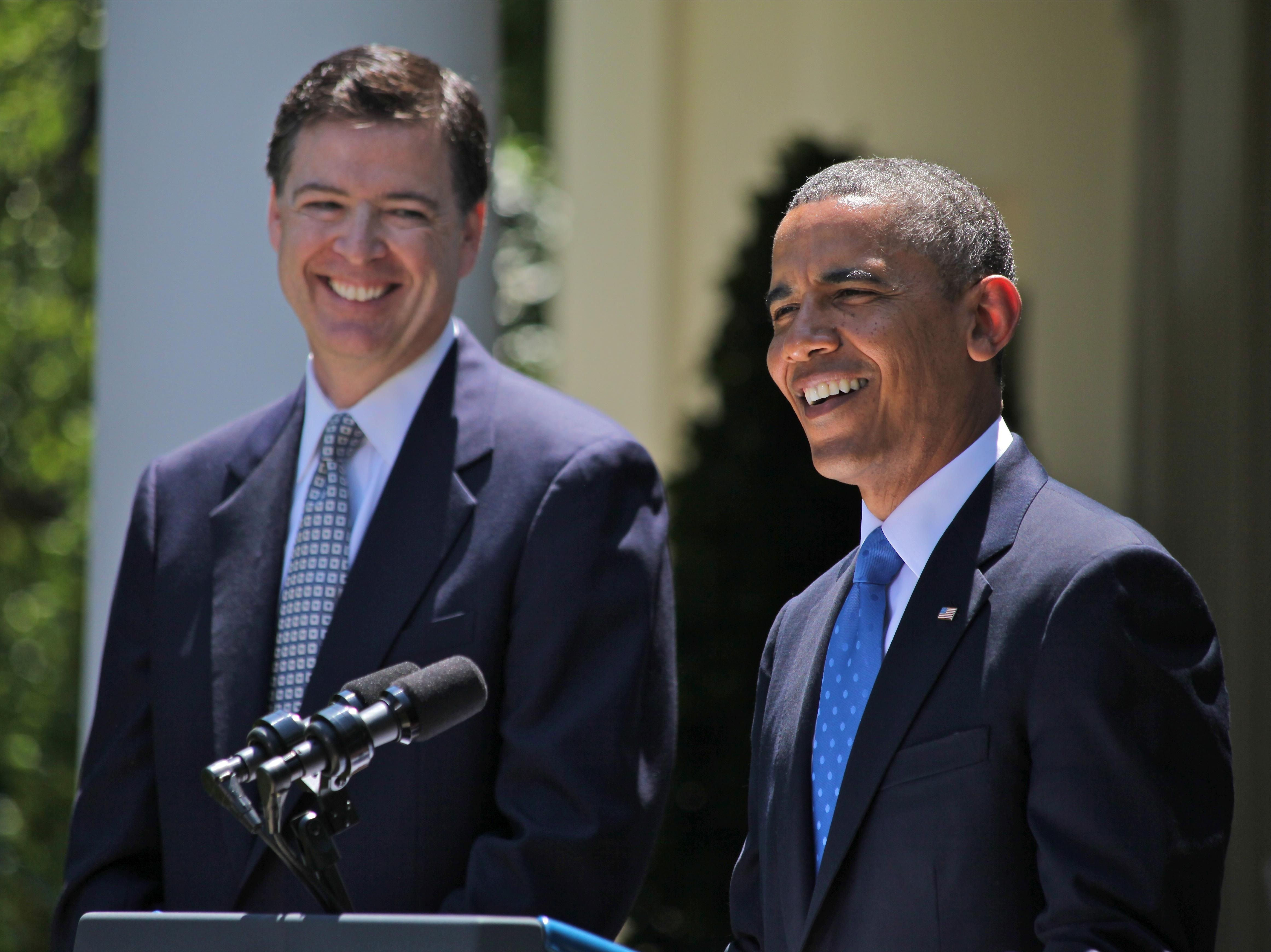
Comey com o ex-presidente dos Estados Unidos, Barack Obama.

Os relatórios de maio de 2013 tornaram-se oficiais no mês seguinte, quando o presidente Barack Obama revelou que nomearia Comey para ser o próximo diretor do Federal Bureau of Investigation, substituindo assim o diretor cessante Robert Mueller. Comey foi supostamente escolhido em vez de outra candidata, Lisa Monaco, que supervisionou questões de segurança nacional no Departamento de Justiça durante o ataque ao consulado dos EUA em Benghazi, Líbia, a 11 de setembro de 2012.
A 29 de julho de 2013, o Senado confirmou Comey para um mandato completo de dez anos como diretor do FBI. Ele foi confirmado por uma votação de 93-1. Ele foi empossado como diretor do FBI a 4 de setembro de 2013. Comey foi demitido pelo presidente Donald Trump a 9 de maio de 2017.

### Investigação sobre os e-mails de Hillary Clinton
A 10 de julho de 2015, o FBI abriu uma investigação criminal sobre o uso de um servidor de e-mail privado por Hillary Clinton enquanto ela era secretária de Estado. A 29 de junho de 2016, a procuradora-geral Loretta Lynch e Bill Clinton encontraram-se a bordo do seu avião na pista do Aeroporto Internacional Phoenix Sky Harbor, levando a pedidos de recusa sobre o caso. Lynch então anunciou que aceitaria "totalmente" a recomendação do FBI em relação à investigação. A 2 de julho, os agentes do FBI concluíram na sua investigação entrevistando Hillary Clinton na sede do FBI, após o que Comey e seus agentes decidiram que não havia base para acusações criminais no caso.

### Documentando reuniões com Trump
A 16 de maio de 2017, foi relatado pela primeira vez que Comey havia preparado um conjunto detalhado de notas após cada reunião e telefonema que ele teve com o presidente Trump.

## Vida após saída do governo
Comey é descendente de irlandeses e foi criado numa família católica romana, mas agora pertence à Igreja Metodista Unida, onde lecionou na escola dominical.
Comey conheceu a sua esposa, Patrice Failor, quando os dois eram alunos no College of William and Mary. Eles casaram-se em 1987 e têm cinco filhos, sendo que um filho morreu na infância. Eles também foram pais adotivos.
A sua filha mais velha, Maurene, formou-se na Harvard Law School em 2013 e atualmente é advogada assistente do Ministério Público do Distrito Sul de Nova York.
Em seu livro Donald Trump v. The United States , Michael S. Schmidt revelou que Comey sofria de cancro colorretal em estágio 3 em 2006. 

Em 2020, a gestão de Comey como diretor do FBI foi retratada na minissérie da TV Showtime , The Comey Rule ; ele foi retratado por Jeff Daniels.